# Александр Романов (персонаж)
Алекса́ндр Рома́нов (англ. Alexander Romanov) — персонаж игр Command & Conquer: Red Alert 2 и Command & Conquer: Yuri’s Revenge, премьер-министр СССР. Был сыгран Николасом Уортом.

## Предыстория
В войне с Альянсом Советский Союз терпит поражение, а его лидер Иосиф Сталин погибает под каменными обломками. Генерал Романов, нынешний лидер советского народа, был выбран американской разведкой как «идеальный марионеточный диктатор, простая пешка в интересах США».
Обаятельный и красноречивый на первый взгляд миролюбивый Романов на самом деле был диктатором, охваченным прогрессирующим безумием. Его опыт во время Второй мировой войны заклеймил его. Воспоминания об иностранных войсках, пересекающих заснеженные улицы, о горящих фабриках, о его родине, оккупированной Альянсом, отказывались умирать, и поэтому Романов питает безжалостную ненависть к западному Альянсу. На протяжении многих лет он бережно взращивал это чувство, опираясь как на коммунистические идеалы, так и на свои царские корни, разрабатывая свой план восстановления Советского Союза как сверхдержавы.
Александр Романов осознал, что единственный способ реализовать свой план — стать премьер-министром. Он хорошо скрывал свою ненависть и заработал репутацию человека мира, сторонника союза с Западом. Романов был выбран разведывательными службами Альянса, чтобы возглавить Советский Союз, сохранить его как тигра с когтями. Новоизбранный лидер советского государства быстро завоевал доверие и уважение советских граждан и признание западных СМИ и политиков.
В прессе Романова изображают непревзойдённым политиком, заслужившим любовь своего народа и уважение Запада как лидера нового Всемирного Социалистического Альянса (ВСА) — на первый взгляд безобидной и якобы дружественной Западу организации, оказывающей финансовую помощь развивающимся странам и, вероятно, сформированной под влиянием телепата сталинского Пси-корпуса Юрия. В дружественную США семью ВСА входят ключевые страны Латинской Америки, а также Мексика.
В то время как мир превозносил его как лидера, Романов начал претворять свои планы в жизнь. С помощью Юрия он перевооружил советское государство новейшими военными технологиями. Под руководством Романова тайно создаётся армия, обученная искусству контроля над разумом. Опираясь на технологии, разработанные сталинским режимом, Романов усовершенствовал искусство ведения войны с использованием психических средств.
Политик использовал ВСА для создания глобальной сети советских стран, которую можно было бы использовать для нанесения ударов по Альянсу. Когда в Мексике вспыхивает гражданская война, армия Романова, чтобы защитить интересы ВСА, вступает в бой. Однако это в действительности является уловкой, прикрытием Романова для создания своей армии психически усовершенствованных боевых машин.
Используя способности Юрия по контролю над разумом и выведя из строя американские системы раннего предупреждения и ядерный арсенал США, Романов организует быстрое вторжение в США. Ключевые американские города рушатся с каждым часом по мере того, как пси-ударная группа Романова устанавливает маяки контроля над разумом.

## Command & Conquer: Red Alert 2 (2000)

### Кампания СССР
Первой целью вторжения Романова был Пентагон, что нанесло ущерб военному контролю Альянса, после чего его армия продолжила атаковать Альянс во многих других местах. Когда Альянс был на коленях, Романов намеревался закончить боевые действия, но его советник Юрий использовал свои экстрасенсорные способности, чтобы убедить его продолжать. Телепат также пытался добиться от Романова его провозглашения командующим вооружёнными силами СССР вместo генерала Владимира или советского командира-игрока.
Устранив всю оппозицию, Юрий де-факто стал премьер-министром, отправив командира уничтожить Владимира, который якобы «жестоко убил» Романова (хотя Романова видели живым в больнице). Однако незадолго до своей смерти премьер Романов записал видео, в котором пояснил, что не он контролировал его разум, а Юрий. Эта запись была распространена по всему Советскому Союзу и привела к операции «Красная революция», в которой советский командир отомстил за смерть Романова, предположительно убив Юрия под развалинами Кремля.

### Кампания Союзников
К удивлению союзной разведки, Романов начал Третью мировую войну, нанеся сильный удар по Северной Америке и Европе, причём его первой главной целью был Нью-Йорк. Однако командование Альянса переломило ход войны, уничтожив шахты ядерных ракет в Польше и отвоевав Пентагон.
Окончательное поражение Романова произошло, когда Альянс использовали Хроносферу для вторжения в Москву. Они захватили советскую оборону и даже элитную чёрную гвардию Романовых, окружавшую Кремль. Как только оборона была очищена, спецагент Таня ворвалась в Кремль, чтобы арестовать Романова. Романов же попытался обмануть Альянс, заставив помощника выдать себя за премьера, но Таню эта уловка не убедила, и она обнаружила, что премьер прячется под своим столом в майке и боксёрах с изображением серпа и молота. Он был сфотографирован в таком плачевном состоянии со своими американскими похитителями, и эти фотографии, унижающие его, распространились по всему миру. Позже Романова судили и заключили в лондонский Тауэр.
Неизвестно, повлиял ли на его решения Юрий в данной временной шкале.

## Command & Conquer: Yuri’s Revenge (2001)

### Кампания СССР
Когда большинство Пси-доминаторов собирались действовать, Романов всё ещё находился в лондонском Тауэре. Он сообщил командующему о машине времени Альянса, но вынужден был быстро прекратить передачу, так как охранник собирался открыть его камеру.
Командир вернулся в прошлое, в момент начала советского вторжения в США. Романов, будучи премьер-министром, теперь знал о планах Юрия и, похоже, стремился остановить его, но также продолжал войну против Альянса. После того, как Альянс сдался СССР, Романов возглавил борьбу с Юрием вместе с оставшимися силами Альянса.
Однако, когда он летел на самолёте в Москву, его самолёт был сбит над Марокко. Романов пережил аварию целым и невредимым, так как спрыгнул с парашютом с самолёта до того, как он упал. Войскам Юрия было приказано найти его, но премьер был спасён командиром в неком Доме Рика. По возвращении в Москву Романов продолжал вести войну против Юрия до победного конца.

### Кампания Альянса
Александр Романов, который в своё время всё ещё был правящим советским лидером, подписал Лондонский мирный договор с Альянсом перед последней совместной атакой на силы Юрия. Во время начальных событий Command & Conquer: Red Alert 3 подразумевается, что премьер-министр (возможно, Романов) бежал из страны (в результате слияния временных линий, которое оставило СССР в состоянии беспорядка после войны).

## Оценки
Обозреватель игрового онлайн-издания 3DNews Daily Digital Digest Иван «GunneR» Шавкунов назвал Романова «толстым тупым придурком с огромным самолюбием». Сербский исследователь Дарко Радивоевич отмечает, что Александр Романов представлен в игре как «совершенно некомпетентный и подверженный чужому влиянию».
Издание VGTimes включило Романова в «топ-10 самых тупых русских в играх», назвав его «натуральным посмешищем». Далее оно пишет: «Пока преимущество остаётся на стороне Советского Союза, Романов храбрится на камеру и толкает невразумительные речи, но стоит Альянсу переломить ход войны, как начинает проявляться трусость и глупость лидера. Он находит двойника, который ни капли на него не похож, и прячется от смертоносной воительницы Тани Адамс… под столом. С таким правителем у СССР не было ни шанса на победу».

## Факты
- Александр Романов происходит из рода Романовых, и, таким образом, является родственником российского императора Николая II[7].
- У Романова есть ручная черепаха Сэм, названная в честь дяди Сэма — национальной персонификации[англ.] США[источник не указан 660 дней].
- Вероятными прообразами Романова стали реальные генеральные секретари ЦК КПСС Леонид Брежнев и Никита Хрущёв[источник не указан 660 дней].
- В наиболее известной неофициальной русской локализации Command & Conquer: Red Alert 2 от творческой группы «Дядюшка Рисёч» Александр Романов говорит в стиле Леонида Брежнева[источник не указан 660 дней].